# Julus granulatus
Julus granulatus är en mångfotingart som beskrevs av Paul Gervais 1847. Julus granulatus ingår i släktet Julus och familjen kejsardubbelfotingar. Inga underarter finns listade i Catalogue of Life.